# Jean-Baptiste Bessières
Jean-Baptiste Bessières, Công tước xứ Istria (6 tháng 8 năm 1768 – 1 tháng 5 năm 1813) là một thống chế Pháp thời kì Napoleon. 
Em trai của ông, Bertrand, theo con đường của ông và cuối cùng đã trở thành một tướng sư đoàn. Cháu của họ, Géraud-Pierre-Henri-Julien, cũng phục vụ vua Napoleon I với chức vụ quan chức Đế chế và nhà ngoại giao.

## Tiểu sử
Bessières sinh ra ở Prayssac gần Cahors ở miền nam nước Pháp. Ông phục vụ trong một thời gian ngắn trong Đội cận vệ Hiến pháp của Louis XVI và là một sĩ quan, hạ sĩ đã tham gia vào cuộc chiến chống lại Tây Ban Nha.

## Binh nghiệp

### Chiến tranh Cách mạng Pháp
Tại Tập đoàn quân Đông Pyrenees và Tập đoàn quân Moselle, ông nhanh chóng khẳng định bản thân bằng năng lực. Năm 1796, được thăng hàm đại uý, ông phục vụ trong chiến dịch Ý của Napoleon Bonaparte. Tại Rovereto, nhiệm vụ của ông là phụ tá cho tư lệnh của mình, và sau trận Rivoli, ông đã gửi về Pháp để báo cáo về các chiến lợi phẩm hội họa cho Viện Đốc chính. Quay trở lại mặt trận, ông phụ tá Napoleon xâm lược Syria với nhiệm vụ dẫn đường, điều đã giúp ông trở thành người đứng đầu đội Cận vệ của Tổng tài và Hoàng đế sau này.[1]

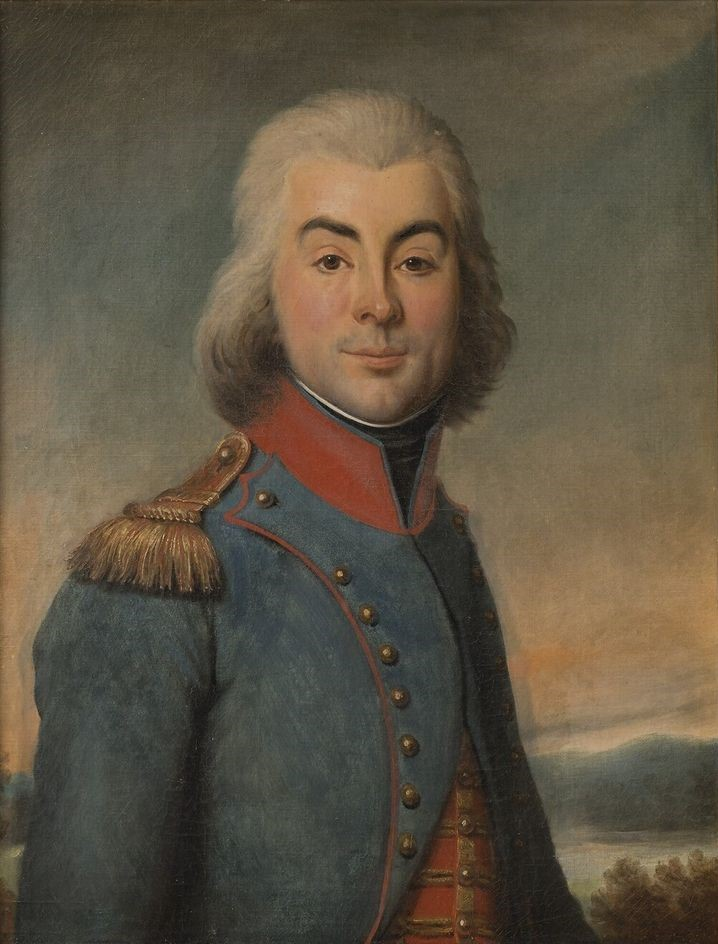
Jean-Baptiste Bessières, Thượng sĩ năm 1792, Jean-Baptiste Paulin Guérin, 1835.

Là tư lệnh lữ đoàn, ông phục vụ trong cuộc viễn chinh Ai Cập, và đã tham chiến tại Acre và Aboukir.[1]
Quay trở lại châu Âu cùng Napoleon, ông hiện diện tại Marengo (1800) với tư cách là tư lệnh cận vệ thứ hai. Do cảm thấy ông đã không trợ giúp binh đoàn của mình đang gặp nguy khốn mà Tướng Lannes đã có mối thù lâu dài với ông. Khi trận đánh kết thúc, Bessières đã thành công khi điều kỵ binh phối hợp với kỵ binh cận vệ tạo nên bước ngoặt trận đánh mặc dù không nằm trong dự tính của Napoleon. Mặc dù thắng lợi thuộc về đội kỵ binh của tướng François Étienne de Kellermann nhưng công đầu, theo Napoleon, vẫn thuộc về đội kỵ binh cận vệ.

### Thống chế
Được thăng hàm trung tướng năm 1802, ông nhanh chóng được phong hàm Thống chế năm 1804, do sự trung thành và tình bạn với Napoleon.[1] Thống chế tương lai Auguste de Marmont đã nói rằng nếu Bessières được phong hàm thống chế thì mọi người ai cũng được phong. Ông đồng thời cũng là tư lệnh lực lượng Kỵ binh Cận vệ và phải chỉ huy lực lượng này trong các chiến dịch về sau.
Năm 1805, ông được thưởng Bắc đẩu bội tinh, và năm 1809 được hưởng danh hiệu Công tước xứ Istria.
Trong Chiến tranh Bán đảo, Thống chế Bessières là người đầu tiên được chỉ huy một cách độc lập. Ông hoàn thành vai trò khi đánh bại du kích Tây Ban Nha, dẫn đến thắng lợi giòn giã tại trận Medina del Rio Seco (1808).
Trong cuộc chiến tranh với Áo năm 1809, ông lại được làm tư lệnh kỵ binh. Tại Essling, ông dẫn đầu kỵ binh vào trung tâm chống lại một lực lượng lớn quân địch nhưng đã khiến Thống chế Lannes nổi giận. Lannes lại tin rằng Bessières đang không trợ giúp đoàn quân đang nguy khốn của mình và đã yêu cầu rút lui. Bessières thách đố Lannes khiến thống chế Massena đã phải can thiệp và dàn hoà giữa hai vị thống chế trước ba quân.
Tại trận Wagram, Bessières lại một lần nữa dẫn kỵ binh dự bị tấn công và con ngựa của ông đã bị giết trong trận khiến ông phải tung vào kỵ binh Cận vệ tham chiến. Napoleon đã khen ngợi ông nhưng lại ngăn ông không nên truy kích tàn binh vì ông đã bị mất ngựa.
Thay thế Jean-Baptiste Bernadotte với vai trò tư lệnh Tập đoàn quân Bắc một hời gian ngắn, ông đã thành công ngăn chặn cuộc viến chinh của quân Anh vào Walcheren. Năm 1811, ông quay trở lại Tây Ban Nha để đẫn đầu Tập đoàn quân Bắc khi Thống chế Massena cần ông trợ giúp sau thất bại trong cuộc xâm lăng Bồ Đào Nha giai đoạn 1810-1811.
Trong Chiến dịch Nga 1812, ông chỉ huy đạo quân Kỵ binh cận vệ. Khó khăn trong trận Borodino đã khiến ông mất phần lớn lực lượng. Đây cũng là trận thắng cuối cùng trước khi chiến dịch Nga kết thúc.

### Bị giết bởi đạn đại bác

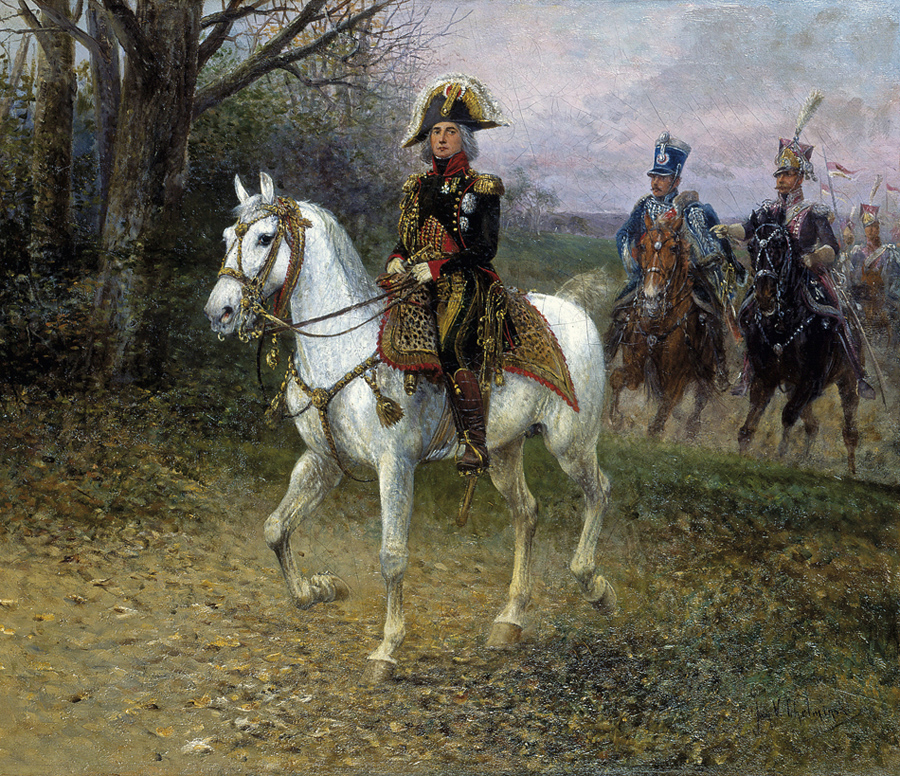
Thống chế Bessières và vệ sĩ năm 1813. bởi Jan Chełmiński.

Khi Joachim Murat quay lại Naples và chiến dịch 1813 bắt đầu, Bessières được giao chỉ huy lực lượng kỵ binh của Napoleon.
Ba ngày sau khi tham chiến, trong khi đang giao chiến, Bessières bị giết bởi một viên đạn đại bác khiến ông chết ngay tức khắc. Napoleon đã mất tiếp một chiến hữu. Ông đã phải thốt lên: « Bessières đã sống như thế Bayard và hy sinh như thể Turenne ». Ông đã viết cho bà Thống chế: "Em của ta, chồng của em đã hy sinh anh dũng trên chiến trường! Mất mát này với ta và gia đình là quá lớn, không thể bù đắp nổi, nhưng với riêng ta còn ý nghĩa hơn: sự hy sinh của Công tước xứ Istria là một cái chết đầy vinh quang và danh dự. Đây cũng là di sản lớn nhất ông để lại cho các con mình. Trọng trách ta được giao lại là bảo vệ và chăm sóc các con của em như cha chúng đã làm. Ta sẽ làm mọi giá để xoa dịu nỗi đau này mà không hề giấu diếm đi cảm xúc thật của mình." Hoàng đế sau này cũng nói răng: "Nếu ta có Bessières ở Waterloo, đội Cận vệ đã quyết định chiến thắng"
Sau khi mất, người ta mới phát hiện rằng ông còn một khoản nợ lớn khi giao tiền cho vợ mình. Napoleon đã thu xếp khoản nợ và hứa chăm sóc các đứa con của ông. Người con cả sau này đã trở thành Thượng nghị sĩ dưới thời Louis XVIII.[1]